# Ivanomîsl, Kamin-Kașîrskîi
Ivanomîsl (în ucraineană Іваномисль) este un sat în comuna Polîți din raionul Kamin-Kașîrskîi, regiunea Volînia, Ucraina.

## Demografie
Componența lingvistică a localității Ivanomîsl
     Ucraineană (100%)
Conform recensământului din 2001, toată populația localității Ivanomîsl era vorbitoare de ucraineană (100%).